# 보흐단 본다렌코
보흐단 빅토로비치 본다렌코(우크라이나어: Богда́н Ві́кторович Бондаре́нко, 1989년 8월 30일~)는 우크라이나의 육상 선수로 주 종목은 높이뛰기이다. 2016년 하계 올림픽 남자 높이뛰기 종목에서 동메달을 획득했으며 2013년 세계 선수권 대회 남자 높이뛰기 종목에서 우승을 차지했다. 또한 2015년 세계 선수권 대회에서 은메달을 획득했고 2014년 유럽 선수권 대회에서 금메달을 획득했다.

## 같이 보기
- 높이뛰기